# Ashtabula
Ashtabula é uma cidade localizada no estado norte-americano de Ohio, no Condado de Ashtabula.

## Demografia
Segundo o censo norte-americano de 2000, a sua população era de 20.962 habitantes. 
Em 2006, foi estimada uma população de 20.177, um decréscimo de 785 (-3.7%).

## Geografia
De acordo com o United States Census Bureau tem uma área de 
20,0 km², dos quais 19,6 km² cobertos por terra e 0,4 km² cobertos por água.

## Localidades na vizinhança
O diagrama seguinte representa as localidades num raio de 16 km ao redor de Ashtabula. 